# Polypodiodes niponica
Polypodiodes niponica là một loài thực vật có mạch trong họ Polypodiaceae. Loài này được (Mett.) Ching miêu tả khoa học đầu tiên năm 1978.

## Hình ảnh

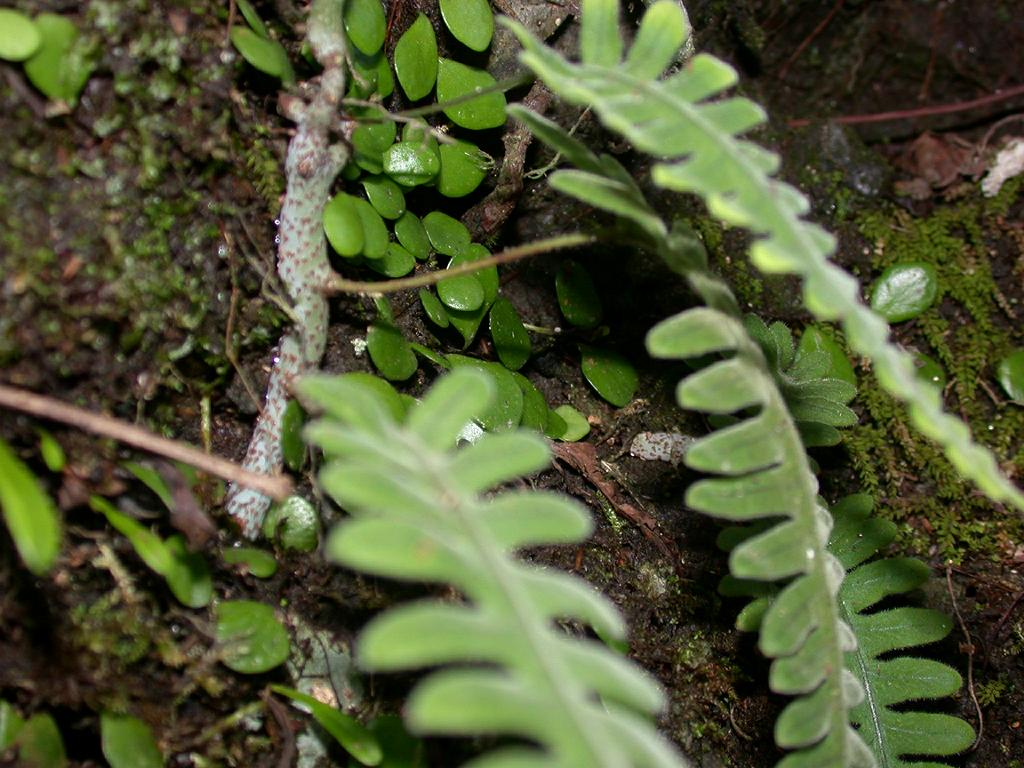
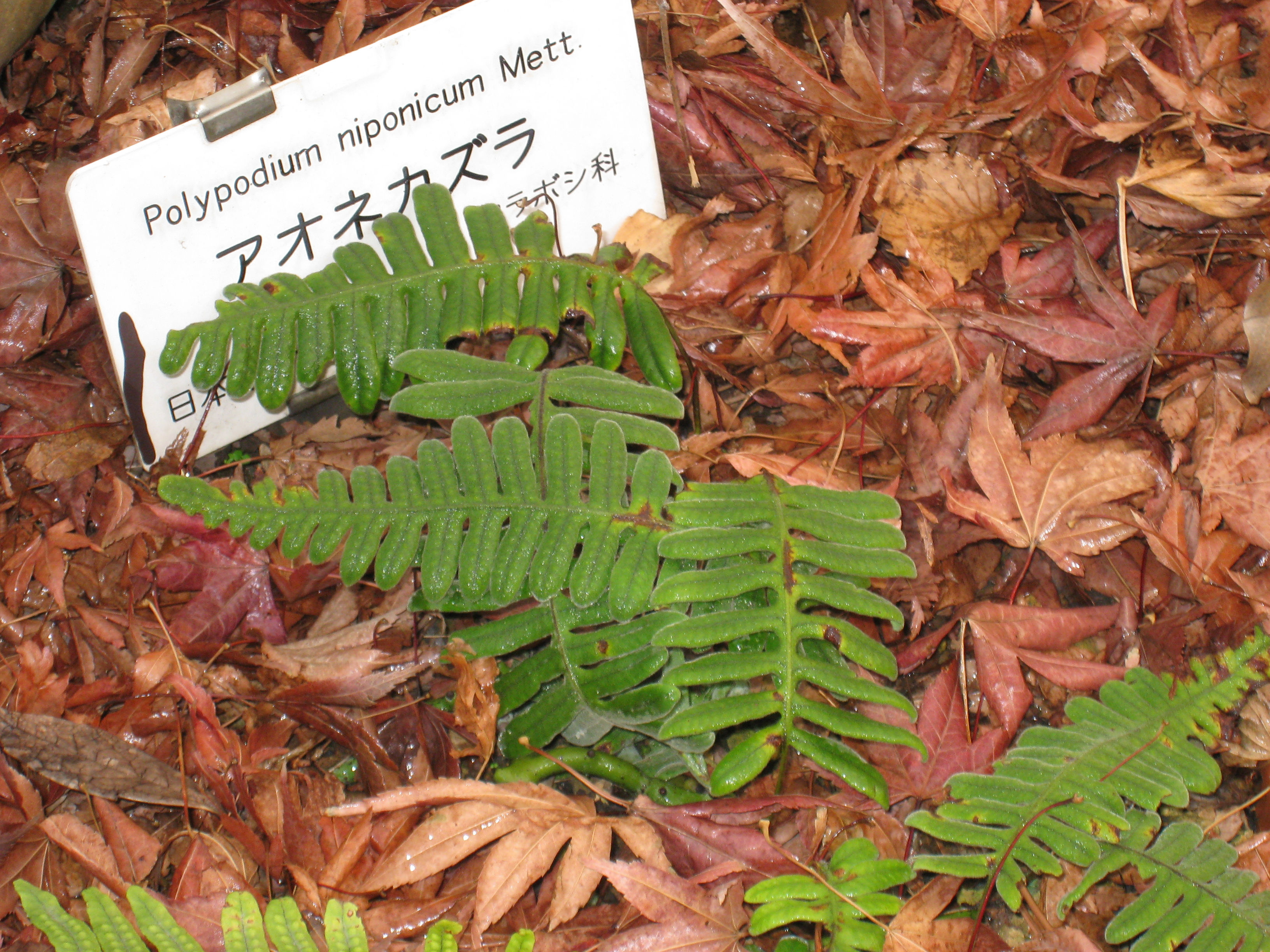